# 朴广钟
朴广钟（韓語：박광종，1970年—），黑龙江慶安人，朝鲜族，中华人民共和国政治人物、第十二届全国人民代表大会黑龙江地区代表。
毕业于哈尔滨船舶学院经济学专业。担任黑龙江省庆安县平安镇广中现代农业科技服务公司总经理。2008年起担任全国人大代表。2013年，被选为全国人大代表。